# Gustavus Fox
Gustavus Vasa Fox (ur. 13 czerwca 1821, zm. 29 października 1883) – amerykański oficer marynarki wojennej, uczestnik wojny przeciw Meksykowi.
Urodził się w Saugus w stanie Massachusetts, był studentem Phillips Academy, którą ukończył w 1835 roku. 12 stycznia 1838 został midszypmenem, tj. najniższej rangi oficerem marynarki. W czasie wojny meksykańskiej służył na okręcie USS „Washington”, w szwadronie komodora Matthew Perry'ego biorąc udział w bitwie pod Villahermosa w dniach 14-16 stycznia 1847 roku. Po rezygnacji ze służby, 30 lipca 1856 zatrudnił się w fabryce.
Po wybuchu wojny secesyjnej jako ochotnik zgłosił się do armii. 1 sierpnia 1861 prezydent Abraham Lincoln mianował go asystentem sekretarza marynarki wojennej, które to stanowisko pełnił do końca wojny. W 1866 udał się z misją do Rosji, gdzie przekazywał carowi Aleksandrowi II życzenia pomyślności od prezydenta w związku z uratowaniem cara z próby zamachu.
W 1882 opublikował pracę, w której dowodził, że wyspa Samana Cay na Bahamach jest tożsama z wyspą Guanahani, która była pierwszą wyspą, na której wylądował Krzysztof Kolumb. Teoria nie wzbudziła zainteresowania do 1986 roku, gdy poparła ją publikacja w „National Geographic”.
Zmarł w Lowell w stanie Massachusetts, w wieku 62 lat.
Trzy okręty nosiły nadaną na jego cześć nazwę USS Fox.

## Publikacje
- Fox, Gustavus V. (1882), An Attempt to Solve the Problem of the First Landing Place of Columbus in the New World. Report of the Superintendent of the U. S. Coast and Geodetic Survey (Appendix No. 18, June 1880), Washington: Government Printing Office.